# Ram (nätverk)
En ram inom nätverksteknik och datorkommunikation är informationsbäraren, PDU:n i datalänkskiktet,  det skikt som ligger närmast det fysiska skiktet. Ramar är lokala och kan generellt inte dirigeras.